# توماس ريد مارتن
توماس ريد مارتن (بالإنجليزية: Thomas Reed Martin)‏ هو مهندس معماري أمريكي، ولد في 28 أبريل 1866، وتوفي في فبراير 1949.